# Funció de Cantor
La funció de Cantor, que es construeix a partir del conjunt de Cantor, és una funció {\displaystyle F:[0,1]\longrightarrow [0,1]} contínua, no decreixent, amb {\displaystyle F(0)=0\ {\text{i}}\ F(1)=1}, però amb derivada zero en quasi tots els punts. Es considera una funció patològica perquè aquestes propietats semblen incompatibles: ¿com pot ser que vagi del punt (0,0) al punt (1,1) amb continuïtat essent localment constant en quasi tots els punts? 

Figura 1. Gràfic aproximat de la funció de Cantor

Aquesta funció va ser introduïda per George Cantor l'any 1884 i permet demostrar que el conjunt de Cantor té el mateix cardinal que l'interval [0,1]; també va servir com contraexemple en l'extensió que en aquell temps s'estava fent del Teorema fonamental del càlcul a funcions discontínues; pels detalls històrics, vegeu
La funció de Cantor també és coneguda com a escala del diable.

## Construcció del conjunt de Cantor
La funció de Cantor es basa en el conjunt de Cantor. Per construir aquest conjunt, partim de l'interval [0,1] al que anomenem {\displaystyle C_{0}}:{\displaystyle C_{0}=[0,1].} A continuació dividim aquest interval en tres parts: {\displaystyle C_{0}=[0,{\tfrac {1}{3}}]\cup ({\tfrac {1}{3}},{\tfrac {2}{3}})\cup [{\tfrac {2}{3}},1].} i n'eliminem la part central; el resultat l'anomenem {\displaystyle C_{1}}:{\displaystyle C_{1}=[0,{\tfrac {1}{3}}]\cup [{\tfrac {2}{3}},1].} A la següent iteració fem exactament el mateix procés amb cadascun dels dos intervals que formen {\displaystyle C_{1}}: {\displaystyle C_{2}=[0,{\tfrac {1}{9}}]\cup [{\tfrac {2}{9}},{\tfrac {1}{3}}]\cup [{\tfrac {2}{3}},{\tfrac {7}{9}}]\cup [{\tfrac {8}{9}},1].}

D'aquesta manera obtenim una successió decreixent de conjunts, vegeu la Figura 1.
{\displaystyle C_{0}\supset C_{1}\supset C_{2}\supset \cdots .}

Figura 2. Construcció del conjunt Cantor

El límit d'aquesta successió s'anomena conjunt de Cantor, i el designarem per {\displaystyle C}; més formalment, {\displaystyle C=\bigcap _{n=0}^{\infty }C_{n}.}

## Definició de la funció de Cantor

### Primera definició
La funció de Cantor {\displaystyle F:[0,1]\longrightarrow [0,1]} es defineix de la següent manera: si el punt {\displaystyle x} pertany al primer interval que hem suprimit en passar de {\displaystyle C_{0}} a {\displaystyle C_{1}}, això és, {\displaystyle x\in (1/3,2/3)}, prenem {\displaystyle F(x)={\tfrac {1}{2}}}. 
Ara passem al nivell de {\displaystyle C_{2}}. Si {\displaystyle x} pertany al primer interval suprimit en aquest pas, (1/9,2/9), llavors {\displaystyle F(x)={\tfrac {1}{4}}}. Si {\displaystyle x} pertany al segon interval suprimit, (7/9,8/9), llavors {\displaystyle F(x)={\tfrac {3}{8}}}. I així successivament.

### Definició explícita
Per donar una definició explícita de {\displaystyle F} cal utilitzar que el conjunt de Cantor està format pels nombres que tenen una expressió ternària (en base 3) formada per zeros i dosos :{\displaystyle x\in C\quad \Longleftrightarrow \quad x=(0.x_{1}x_{2}\cdots )_{3},\quad {\text{amb}}\quad x_{n}\in \{0,2\},\ \forall n\geq 1.}
Equivalentment, tals que
{\displaystyle x=\sum _{n=0}^{\infty }{\frac {x_{n}}{3^{n}}},\quad {\text{amb}}\quad x_{n}\in \{0,2\},\ \forall n\geq 1.}Definirem {\displaystyle F} en dos passos:
Primer pas: definició de {\displaystyle {\boldsymbol {F}}} a {\displaystyle {\boldsymbol {C}}}
Comencem definint {\displaystyle F} sobre {\displaystyle C}: per {\displaystyle x=(0.x_{1}x_{2}\cdots )_{3}\in C},
{\displaystyle F(x)={\frac {1}{2}}\sum _{n=0}^{\infty }{\frac {x_{n}}{2^{n}}}=\sum _{n=0}^{\infty }{\frac {x_{n}}{2^{n+1}}}.\qquad (1)}
Alternativament, si escrivim {\displaystyle y_{n}=x_{n}/2,}
aleshores {\displaystyle F{\big (}(0.x_{1}x_{2}\cdots )_{3}{\big )}=(0.y_{1}y_{2}\cdots )_{2}}
on el terme de la dreta està escrit en base 2.
Aquesta funció és exhaustiva però no injectiva; per exemple, {\displaystyle F(1/3)=F(0.0{\overline {2}}_{3})=0.0{\overline {1}}_{2}=1/2.}Però també

Figura 3. Definició de la funció de Cantor, 2n pas

{\displaystyle F(2/3)=F(0.2_{3})=0.1_{2}=1/2.}Vegeu la Figura 2.

Segon pas: extensió de {\displaystyle {\boldsymbol {F}}} a tot l'interval [0,1]
El conjunt {\displaystyle [0,1]\backslash C} està format pels intervals que hem anat excloent en les diferents etapes. La funció construïda al pas anterior pren el mateix valor en ambdós extrems d'aquests interval. Per exemple. en passar de {\displaystyle C_{0}} a {\displaystyle C_{1}}, hem suprimit 'interval (1/3,2/3) i tal com hem vist, {\displaystyle F(1/3)=F(2/3)=1/2} ; llavors, definim, {\displaystyle F(x)=1/2} sobre tot aquest interval. Anàlogament es fa amb tots els altres intervals. Compareu la Figura 3 amb la Figura 4.

Figura 4. Definició de la funció de Cantor: 2n pas

Per ser més concret, si {\displaystyle x=(0.x_{1}x_{2}\cdots )_{3}\not \in C} té dues característiques:
1. Conté algun 1 en la seva expressió ternària.
2. Pertany a algun interval {\displaystyle (a,b)} dels que suprimim en passar de {\displaystyle C_{n}} a {\displaystyle C_{n+1}}, per algun {\displaystyle n\geq 0} .

Designem per {\displaystyle \ell (x)} el lloc que ocupa el primer 1:{\displaystyle \ell (x)={\text{primer índex }}n{\text{ tal que }}x_{n}=1.}Així, (escrivim {\displaystyle \ell } en lloc de {\displaystyle \ell (x)}),
{\displaystyle x=(0.x_{1}\dots x_{\ell -1}1x_{\ell +1}\dots )_{3},\ {\text{amb }}x_{1},\dots ,x_{\ell -1}\in \{0,2\}.}
L'extrem inferior {\displaystyle a} de l'interval al qual ens hem referit abans és
{\displaystyle a=(0.x_{1}\dots x_{\ell -1}1)_{3}.}
Però aquest nombre també té una expressió només amb zero i dosos (recordem que {\displaystyle a\in C}), que serà {\displaystyle a=(0.x_{1}\dots x_{\ell -1}0{\overline {2}})_{3}.} Llavors,
{\displaystyle F(x)=F(a)=\sum _{n=1}^{\ell -1}{\dfrac {x_{n}}{2^{n+1}}}+\sum _{m=\ell +1}^{\infty }{\frac {1}{2^{m}}}=\sum _{n=1}^{\ell -1}{\dfrac {x_{n}}{2^{n+1}}}+{\dfrac {1}{2^{\ell }}}.\qquad (2)}
Ambdues expressions (1) i (2) poden unificar-se definint {\displaystyle \ell (x)=\infty } quan {\displaystyle x\in C}. Llavors tenim
{\displaystyle F(x)=\sum _{n=1}^{\ell (x)-1}{\dfrac {x_{n}}{2^{n+1}}}+{\dfrac {1}{2^{\ell (x)}}}.}

## Aproximació de la funció de Cantor per una successió de funcions senzilles

Figura 5. Funció F3 que aproxima a la funció Cantor

Per a cada nivell {\displaystyle n\geq 1} designem per {\displaystyle E_{1}^{n},E_{2}^{n}\dots ,E_{2^{n}-1}^{n}} els intervals que hem suprimit per construir {\displaystyle C_{1},\dots ,C_{n}}. Per exemple, per {\displaystyle n=3} ,
{\displaystyle E_{1}^{3}=({\tfrac {1}{27}},{\tfrac {2}{27}}),\,E_{2}^{3}({\tfrac {1}{9}},{\tfrac {2}{9}}),\,E_{3}^{3}=({\tfrac {7}{27}},{\tfrac {8}{27}}),\,E_{4}^{3}=({\tfrac {1}{3}},{\tfrac {2}{3}}),\,E_{5}^{3}=({\tfrac {19}{27}},{\tfrac {20}{27}}),\,E_{6}^{3}=({\tfrac {7}{9}},{\tfrac {8}{9}}),\,E_{7}^{3}=({\tfrac {25}{27}},{\tfrac {26}{27}}).}
Definim la funció {\displaystyle F_{n}(x)=\left\{{\begin{array}{ll}0,&{\text{si }}x=0,\\\\{\dfrac {k}{2^{n}}},&{\text{si }}x\in E_{k}^{n},\quad k=1,\dots ,2^{n}-1,\\\\1,&{\text{si }}x=1.\end{array}}\right.}
Vegeu la Figura 5. Tenim que: {\displaystyle \lim _{n}F_{n}(x)=F(x),\ {\text{per tot}}\ x\in [0,1].}

## Propietats
Ens referirem a les propietats més importants; per aquestes i altres propietats vegeu.
1. {\displaystyle {\boldsymbol {F(0)=0}}} i {\displaystyle {\boldsymbol {F(1)=1}}}.

2. {\displaystyle {\boldsymbol {F}}} és no decreixent: Si {\displaystyle x_{1}<x_{2}}, llavors {\displaystyle F(x_{1})\leq F(x_{2})}.

3. {\displaystyle {\boldsymbol {F}}} és contínua.

4. {\displaystyle {\boldsymbol {F}}} és derivable en els punts de {\displaystyle {\boldsymbol {[0,1]\backslash C}}} i en aquests punts {\displaystyle {\boldsymbol {F'(x)=0}}}
Com a conseqüència de les dues propietats anteriors, {\displaystyle F} és contínua però no absolutament contínua: no es pot escriure com la integral de la seva derivada; és a dir, no existeix una funció {\displaystyle f} tal que
{\displaystyle F(x)=\int _{0}^{x}f(t)\,dt.}

Figura 5. El gràfic de la funció de Cantor és simètrica respecte del punt (1/2,1/2)

5. El gràfic de la funció {\displaystyle {\boldsymbol {F}}} és simètric respecte el punt (1/2,1/2) Vegeu la figura 5. Aquesta propietat vol dir que {\displaystyle F(1-x)=1-F(x).}
6. {\displaystyle {\boldsymbol {F}}} és Holder contínua d'índex {\displaystyle {\boldsymbol {\alpha =\log 2/\log 3}}} : per qualsevol {\displaystyle x,y\in [0,1]}, {\displaystyle \vert F(x)-F(y)\vert \leq \vert x-y\vert ^{\alpha }.}

7. Caracterització per una equació funcional. Sigui {\displaystyle {\mathcal {M}}[0,1]} l'espai de Banach de les funcions uniformement afitades definides en [0,1] amb la norma del suprem. Tenim: La funció de Cantor és l'únic element de {\displaystyle {\mathcal {M}}[0,1]} tal que {\displaystyle F(x)={\begin{cases}{\dfrac {1}{2}}\,F(3x),&{\text{si }}x\in [0,{\dfrac {1}{3}}],\\\\{\dfrac {1}{2}},&{\text{si }}x\in ({\dfrac {1}{3}},{\dfrac {2}{3}}),\\\\{\dfrac {1}{2}}+\,{\dfrac {1}{2}}F(3x-2),&{\text{si }}x\in [{\dfrac {2}{3}},1].\end{cases}}}